# WYSE International
WYSE International ("World Youth Service Enterprise") è un'organizzazione internazionale di volontariato specializzata nell'educazione e lo sviluppo di giovani leader per il cambiamento globale.
Fondata nel 1989, WYSE è un'Organizzazione Non Governativa associata al Dipartimento di Informazione Pubblica delle Nazioni Unite. Ha sede centrale a Londra, gruppi locali in Italia, Brasile, Giappone, Paesi Bassi e una rete globale di ex allievi in più di 115 Paesi. L'organizzazione è interamente gestita su base volontaria e i suoi facilitatori sono psicologi professionisti, esperti nello sviluppo della leadership, educatori, coach e manager dei settori pubblico e privato.
WYSE International ha l'obiettivo di “sostenere nuovi leader per il cambiamento globale”.

## Storia
Nel 1989 l'organizzazione fu fondata come organizzazione educativa senza scopo di lucro da un gruppo di educatori e psicologi guidati da Marilyn Feldberg. Il primo progetto internazionale venne condotto nel 1989 a Celmi (Galles).
Nel 1992 l'organizzazione fu chiamata World Youth Service and Enterprise (WYSE International) con l'aspirazione di riunire insieme giovani provenienti da ogni parte del globo accomunati dal desiderio di portare un contributo positivo nelle loro comunità. Andrew
McDowell - attuale Director di WYSE International - portò l'organizzazione a focalizzarsi sullo sviluppo della leadership e, con un gruppo di educatori, psicologi e professionisti di diverse nazionalità, realizzò il primo International Leadership Programme.
Nel 1996 WYSE venne registrata come charity nel Regno Unito, con la mission di operare sia a livello nazionale che internazionale.
Nel 1998 WYSE ha ottenuto il riconoscimento come Organizzazione Non Governativa ufficialmente associata al Dipartimento di Informazione Pubblica delle Nazioni Unite. Nel tempo, l'organizzazione ha sempre di più concentrato la sua attenzione sullo sviluppo della leadership, promuovendo approcci alla leadership trasformativi, partecipativi e cooperativi, come la servant leadership. L'approccio allo sviluppo di WYSE si ispira ai principi della psicosintesi educativa, del life coaching e della psicologia positiva, e invita i partecipanti ad apprendere attraverso metodologie diverse come i lavori di gruppo, l'utilizzo dell'immaginazione, gli esercizi outdoor, la drammatizzazione, l'arte e altre tecniche creative.